# Anatoli Nezhelev
Bản mẫu:Eastern Slavic name
Anatoli Gennadyevich Nezhelev (tiếng Nga: Анатолий Геннадьевич Нежелев; sinh ngày 25 tháng 5 năm 1985) là một cầu thủ bóng đá người Nga. Anh thi đấu cho FC Olimpiyets Nizhny Novgorod.

## Sự nghiệp câu lạc bộ
Anh có màn ra mắt tại Giải bóng đá ngoại hạng Nga năm 2005 cho F.K. Shinnik Yaroslavl.

## Đời sống cá nhân
Anh trai của anh Dmitri Nezhelev cũng thi đấu bóng đá.